# 待到重逢時
《待到重逢時》，為泰國於2019年11月9日起在LINE TV、愛奇藝播出的浪漫愛情劇，改編自LazySheep的原作小說《紅線》。由《不期而愛》的導演Siwaj Sawatmaneekul（New）執導，並由邦沙敦·西賓達（Fluke）及提迪瓦·立帕拉賽（Ohm）領銜主演。
Pharm（Fluke飾）為經濟學院大一新生與游泳校隊隊長，他对Dean（Ohm飾）一見鍾情，相處過程中互相吸引，卻是因為雙方在前世有著一段悲傷的因緣糾葛，為了揭開這段因緣決定調查前世Korn和In。
衍生電視劇《我們之間》（เชือกป่าน）將由Prem及Boun主演。

## 劇情簡介
三十年前，Korn（Kao飾）和In（Earth飾）是同校的大學生。In儘管知道Korn是曼谷最有影響力的黑道的兒子，但他還是進入了Korn的生活。起初，Korn不斷地推開Intouch，但最後，他還是無法抗拒這個充滿活力的男孩。然而，同性戀在當時是不可接受的時代，受到雙方父親強烈反對。在一次爭吵中，Korn無法處理他愛人所面臨的所有痛苦，於是決定放棄生命。In亦無法接受，亦舉槍殉情，這晚響起兩聲槍響，雖然他們的故事以悲劇告終，但是好像有什麼東西把他們綁在了一起。
三十年後，剛上大學的經濟學院新生Pharm（Fluke飾）總是被悲傷的夢境困擾著。他害怕爆炸、槍聲等巨響，總覺得等待著某個人。大學游泳校隊隊長Dean（Ohm飾）一直在尋找一個他不記得的人。綁在一起的命運紅線再次把兩個男孩牵动在一起。这将是一段悲傷的過去，但也是難忘的愛情。
隨著二人漸漸走在一起，前世的記憶糾葛，亦漸漸浮現，原來三十年前喪禮的時候，兩人父親為二人的遺體綁上了紅線，而二人亦各自轉世到對方的家中。最後Pharm與Dean亦解開了前生的心結，今生許諾不會分離。

## 演員陣容
以下爲主要角色之演員及介紹列表。括號內的演員姓名為小名。
| 演員                        | 角色  | 介紹                                                        |
| --------------------------- | ----- | ----------------------------------------------------------- |
| 纳塔奇·司隶朋通（Fluke）    | Pharm | 經濟學院一年級，擅長製作料理及傳統泰式點心。Intouch的轉世。 |
| 提迪瓦·立帕拉賽（Ohm）      | Dean  | 管理學院三年級，游泳校隊隊長，家境富裕。Korn的轉世。        |
| 諾帕考·德查帕塔納坤（Kao）  | Korn  | Dean的前世。                                                |
| 南思睿（Earth）             | In    | Pharm的前世。                                               |
| 瓦魯特·查瓦力朱吉翁（Prem） | Team  | Pharm的好朋友，游泳隊隊員。                                 |
| 諾帕努·甘塔柴（Boun）       | Win   | Dean的好朋友，游泳隊隊員。                                  |
| 莎曼達·梅蘭妮蔻茲（Sammy）  | Manow | Pharm的好朋友，戲劇社社員。                                 |
| 帕琳恩·查恩瑪濃 （Pineare） | Del   | Dean的妹妹，戲劇社社員。                                    |
| 萬努特.桑缇安帕派 （Mix）   | Don   | Dean的弟弟，建築學院。                                      |
| 帕查拉·蘇岸西（Ja）         | Sin   | Pharm的隔壁鄰居，也是同大學畢業學長，Sor n的男友。          |
| 納帕·維凱倫羅（Na）         | Sorn  | Dean的好朋友，Sin的男友。                                   |
| 皮拉維·塔奇沙鵬 （Mean）    | Alex  | 戲劇社學長，已出道明星，追求Pharm。                         |

## 原聲帶
以下爲原聲帶收錄之配樂列表
| 曲序 | 曲目                        | 演唱                           |
| ---- | --------------------------- | ------------------------------ |
| 1.   | 相遇為了分離...相愛為了辭行 | Boy Sompob                     |
| 2.   | Until We Meet Again         | Boy Sompob                     |
| 3.   | I Found You                 | Dome Jaruwat                   |
| 4.   | 何其幸運                    | 全體演員                       |
| 5.   | 我們總會再見面的            | 邦沙敦·西賓達及提迪瓦·立帕拉賽 |

## 外部連結
- 愛奇藝官方網站 （页面存档备份，存于）
- MyDramaList 劇集介紹及劇評 （页面存档备份，存于）（英文）
- 豆瓣电影上《待到重逢時》的資料 （简体中文）